# Нікітська яйла
Нікі́тська яйла́, Нікі́та яйласи́ (крим. Nikita yaylası) — гірський масив у південно-західній частині Кримських гір.
Переважні висоти 1300—1400 м, найбільша — гора Авінда (1473 м), біля якої бере початок річка Авунда, що протікає ущелиною і живить прісною водою Гурзуф. Нікітська яйла розділяє Ялтинський і Гурзуфський південнобережні амфітеатри.
Складена переважно з вапняку. Розвинуті карстові форми рельєфу: воронки, улоговини, кари. Рослинність гірсько-лугова. На скелястих вапнякових схилах — ліси з кримської сосни. Нікітська яйла — частина Кримського заповідно-мисливського господарства.
Розташована на південь від Гурзуфської яйли. Є єдиною яйлою Головного пасма Кримських гір, що простягається перпендикулярно до берегової лінії Чорного моря, завершуючися мисом Мартьян.
Під Нікітською яйлою розташований Нікітський ботанічний сад. Схили Нікітської яйли займають здебільшого високостовбурові соснові й широколистяні ліси з дуба й бука з домішкою вічнозеленого підліску середзеноморського типу.
Крім гори Авінда видаються гора святого Іллі 1219 м заввишки і розташована нижче трикутна Соколяча скеля, чи Шаан-Кая, заввишки 558 м. Яйла відома своїм скеледромом, а також 6-метровою Альтанкою вітрів, спорудженою 1956 р.

## Джерела

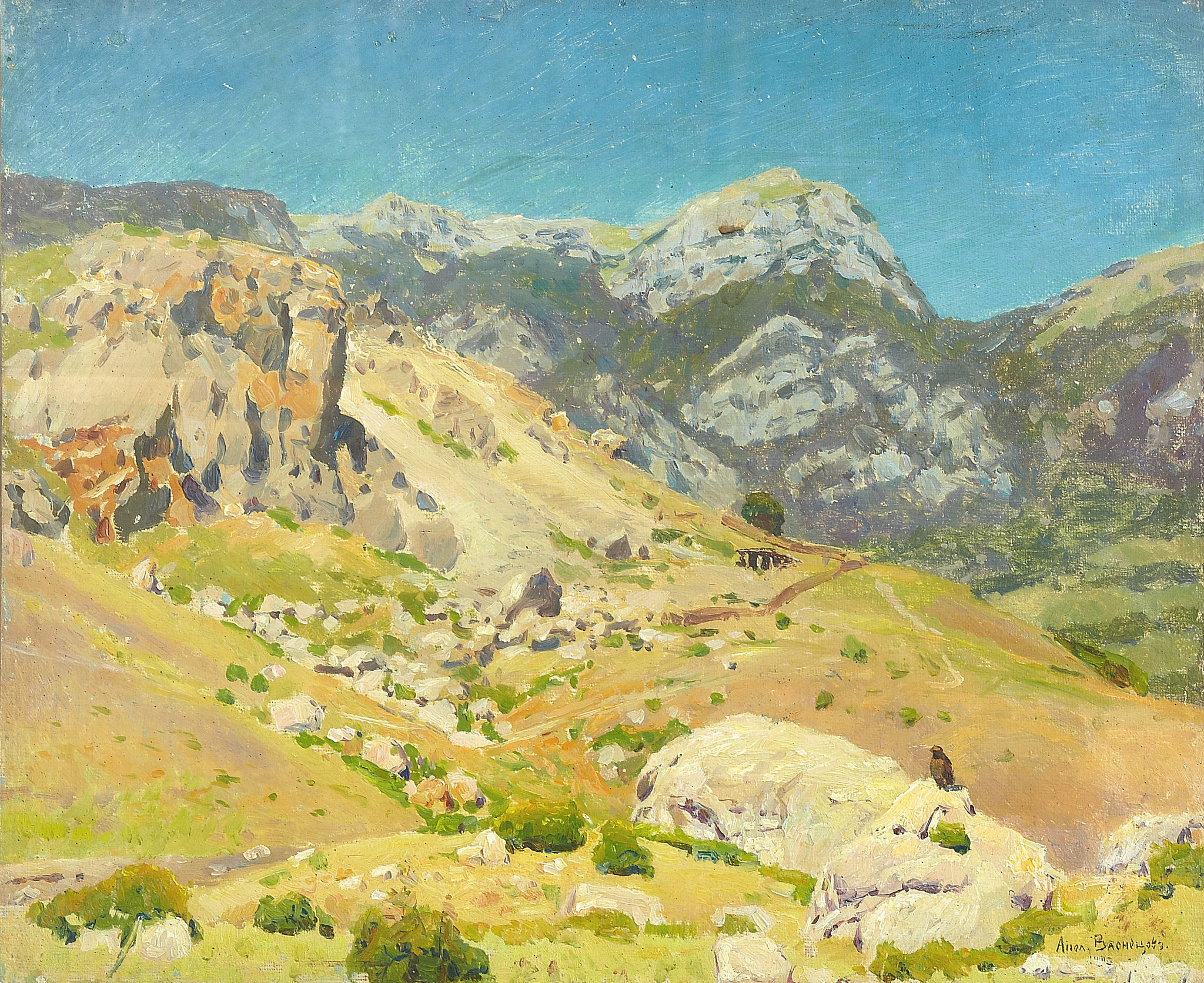
Нікітська яйла. Найвища гора цієї яйли — Авінда.